# Sobiska
Sobiska – wieś w Polsce położona w województwie lubelskim, w powiecie łukowskim, w gminie Adamów. 
Wierni Kościoła rzymskokatolickiego należą do parafii Nawiedzenia Najświętszej Maryi Panny w Woli Gułowskiej.
Przez miejscowość przepływa rzeka Czarna, dopływ Tyśmienicy.
Przez długie lata wieś leżała na uboczu szlaków komunikacyjnych, dopiero pod koniec lat 80. XX wieku drogę do niej wyasfaltowano, a kilka lat później doprowadzono ją do pobliskiej Woli Gułowskiej.
W latach 1975–1998 miejscowość administracyjnie należała do województwa siedleckiego.
Wieś stanowi sołectwo w gminie Adamów. Według Narodowego Spisu Powszechnego z roku 2011 wieś liczyła 221 mieszkańców.